# Syllitus leoensis
Syllitus leoensis är en skalbaggsart som beskrevs av Gilmour 1961. Syllitus leoensis ingår i släktet Syllitus och familjen långhorningar. Inga underarter finns listade i Catalogue of Life.